# روب وودورد
روب وودورد (بالإنجليزية: Rob Woodward) هو لاعب كرة قاعدة أمريكي، ولد في 28 سبتمبر 1962 في لبنان في الولايات المتحدة.

## وصلات خارجية
- روب وودورد على موقعبيزبول رفرنس.كوم (الدوري الرئيسي) (الإنجليزية)
- روب وودورد على موقعبيزبول رفرنس.كوم (الدوري الثانوي) (الإنجليزية)